# Saint-Sorlin-de-Morestel
Saint-Sorlin-de-Morestel – miejscowość i gmina we Francji, w regionie Owernia-Rodan-Alpy, w departamencie Isère.
Według danych na rok 1990 gminę zamieszkiwały 423 osoby, a gęstość zaludnienia wynosiła 79 osób/km² (wśród 2880 gmin regionu Rodan-Alpy Saint-Sorlin-de-Morestel plasuje się na 1213. miejscu pod względem liczby ludności, natomiast pod względem powierzchni na miejscu 1489.).